# 2014年蒙克顿枪击案
2014年6月4日，三名蒙克顿市皇家加拿大骑警警察枪击遇害，两名警察负伤。6月5日，警方开始连夜追捕24岁的枪手贾斯丁·布尔科，6月6日将其抓获，至此长达28小时的搜捕行动告终。2005年时，曾发生过导致四名皇家骑警遇害的美亚霍普悲剧。这起枪击案也是2010年来蒙克顿市的第一宗凶杀案。

## 过程

### 枪击
这起事件于当地时间2014年6月4日下午7点20分发生。警察接报称有一名身穿迷彩服的男子，携带两把长枪和一支弩。只要在运输过程中枪内没有子弹，公开携带非限制枪支在加拿大是合法的。枪手伏击与警方爆发枪战，三名警察在枪战中遇害，两名警察中弹住院，未有生命危险。据目击者表示，枪手设下埋伏时，与几名平民搭讪，事后没有向平民开枪。其他目击者报告称，枪手居然对企图帮助警察的人员挥手示意离开。纽约时报报道称电视画面显示，“几辆车的窗户被打破或是留有弹孔”。枪手随后逃离现场。蒙克顿西北区被封锁以寻找枪手，公交车从街上驶离，通往被封锁区域的入口被封锁。

### 追捕
当局将24岁贾斯汀·布尔科锁定为犯罪嫌疑人，在进行搜捕的第二天，警方和市民发现多处疑犯踪迹。超过300名警务人员参与搜捕，行人和驾驶员被要求远离搜索区域，公共交通暂停服务，学校、政府部门、商店和企业临时关闭。居民奉命紧锁于家中并打开室外照明，尽量不在社交媒体发布警方行为。
翌日，警察包围一幢公寓楼，把该楼的公共广播系统切断。下午3点，十几名全副武装的警察包围该建筑，并向楼内部署一个带摄像头的机器人。几分钟后，由于没有发现枪手踪迹，警方从公寓楼撤走，后来从公寓楼打来的报警电话被证明是一场虚惊。一辆载有热成像仪摄影机的警用直升机在蒙克顿市内搜索枪手，两辆装甲车用以运送全副武装的作战部队成员。
当地时间6月6日上午12点10分，枪手被警方拘捕。一名市民在麦加大道的一处院落内发现了嫌疑人后打电话报警。蒙克顿北部长达28小时的封锁不久后被解除。据称枪手被捕时向警方疾呼：“我完事了。” 被捕时枪手赤手空拳，他的武器在现场被发现。

### 受害者
三名警察在枪战中遇害，另有两人负伤。枪击案发生后两天，五名受害者的身份被公开，三名遇难者分别为：大卫·罗素，32岁，魁北克省维多利亚维尔人；法布里斯·乔治·热沃当，法国布洛涅-比扬古人，45岁；道格拉斯·詹姆斯·拉里彻，新不伦瑞克省圣约翰。两名受害者分别为埃里克·斯特凡·J.杜博思和马里·达琳·高根。

## 疑犯详情
24岁的枪手贾斯汀·布尔科是蒙克顿居民，在枪击发生时，疑犯穿着军用迷彩服，头上戴着一个棕色的发带，其犯案动机尚未明确。据称，因着迷于阴谋论，他最近辞去了在当地一间杂货店的工作。平时他本人随口就谈杀人和自杀。
一名同事表示，布尔科在信教家庭中长大，没受过学校教育 。另一名同事则表示，“他似乎总跟上司过不去，对父母、老板、警察也是…… ”有媒体报道称他在社交媒体中发布反警方言论。枪击案当天，他在Facebook发布了一张带大卫·查普尔语录说明的照片：“你熄灯时条子就过来了，可你的车子抛锚时，他们就装作没事从你身边开走。”
有媒体报道，布尔科的Facebook充满了图片及“偶尔关于携带武器权利的玩笑贴”。枪击案第二天，当地一间贩卖枪支和户外用品的商店，世界尽头仓库在其Facebook页面上发表声明，确实布尔科自称为商店雇员，但他“没有从他们那里买过枪支或弹药”。布尔科的一位朋友描述，布尔科一次跟几位同事去露营时，带了一把没子弹的枪前去，那晚喝的烂醉如泥的他需要人搀扶。“那种情形把我们给吓坏了，所以下次我们没敢邀请他。”目前尚不清楚此前是否有人就布尔科持枪向警方报案。在加拿大，若要申请持枪，要提交关于个人心理状态或意向的材料，以便警方调查。
在他的Facebook页面上，他还表示他认为加拿大“太柔软”而不能在即将到来的袭击中幸存。一次他这样回复第86届奥斯卡金像奖：“第三次世界大战就在我们身边，一厢情愿的想法不能够阻止其发生。这不像伊拉克，北约和俄罗斯及其盟友比起来极为寡不敌众。”三月份，他发帖警告称：“加拿大是世界上最有可能被俄罗斯侵入的目标，从而推动战争的开始。”
枪击案数小时前，布尔科发布了美国敲击金属乐队麦加帝斯歌曲《口中陷阱》的歌词。

### 审判
被捕后不久，布尔科在警方陪同下首次在蒙克顿法院出庭。他被指控三项一级谋杀罪名及两项谋杀未遂罪名。他将在7月3日回到法庭受审。在受审之前，他的辩护律师将会为审判作准备。。根据布尔科的父亲对他近期状态的描述，法官批准了辩方做精神鉴定的请求。经过精神鉴定，布尔科被宣布可以正常受审。他选择了陪审团审判并豁免了预审权。然而，在正式审判开始前，他承认了三项一级谋杀罪和两项二级谋杀罪。认罪后，检察官表示会请求在加拿大废除了死刑并在2011年通过允许对谋杀罪连判不得假释期的新刑法之后的最高刑期，即三个连续的终身监禁，并且75年不得假释（每项一级谋杀罪25年不得假释）。他的量刑听证在2014年10月17日开始。量刑听证上，检方请求了终身监禁并且75年不得假释，辩方也求判终身监禁但是不得假释期降为50年。10月31日，法官大卫·史密斯判处布尔科三个连续的终身监禁并75年不得假释。

## 后续
枪击过后，新不伦瑞克省主席大卫·埃瓦德发表声明，称自己对杀戮感到“难以置信的悲伤”，并向遇害者家属表示慰问。新不伦瑞克省皇家骑警指挥官兼助理处长罗杰·布朗，称6月4日是“新不伦瑞克皇家骑警史上最黑暗的一天”。蒙克顿市市长乔治·勒布朗在Twitter上发表声明称，“对蒙克顿案感到极其悲伤。呆在家里让警察做他们的工作吧。为所有家庭祈祷。”下议院翌日就枪击案表质询前，向遇害者默哀片刻。加拿大总理史蒂芬·哈珀亦发表声明：“我代表所有加拿大人，劳林和我向遇害者家属、同事及受到这一惨剧影响的朋友们，致以深切的慰问，我们也祈祷受伤者能早日康复。”他还表示，这起事件提醒我们“男女执法者每天将自己的生活献给了加拿大，以保护公民和社区的安全”。皇家骑警局长鲍勃·鲍尔森发表一份关于三名遇害警察的声明：“他们的死令人费解，他们最终的牺牲将永远被铭记。”在社交媒体上，#PrayforMoncton（祝福蒙克顿）话题开始走红。